# NGC 6834
NGC 6834 is een open sterrenhoop in het sterrenbeeld Zwaan. Het hemelobject werd op 17 juli 1784 ontdekt door de Duits-Britse astronoom William Herschel.

## Synoniemen
- OCL 134